# Drăgioiu
Drăgioiu – wieś w Rumunii, w okręgu Vâlcea, w gminie Olanu. W 2011 roku liczyła 597 mieszkańców.